# Морозов, Константин Александрович
Константин Александрович Морозов (13 марта 1960 — 24 октября 2024) — советский и российский политический деятель, народный депутат РСФСР/РФ (1990—1993).

## Биография
Константин Морозов родился 13 марта 1960 года в посёлке Нововязники Владимирской области (СССР). В 1982 году окончил Владимирский политехнический институт по специальности инженер-механик двигателей внутреннего сгорания.
С 1982 по 1984 год проходил службу в рядах Советской Армии. После демобилизации из армии работал инженером на государственном племенном заводе «Пролетарий».
В 1986 году был назначен главным инженером племенного завода «Пролетарий». В 1988 году был избран секретарём партийного комитета КПСС завода.
В 1989 году впервые был выдвинут кандидатом на выборах народных депутатов СССР. В следующем году рабочий коллектив выдвинул его кандидатуру на выборы народных депутатов РСФСР, где он одержал победу.
В 1990—1993 годах был избран народным депутатом, в Верховном Совете Российской Федерации занимал должность члена комитета по делам Советов народных депутатов и вопросам местного самоуправления. Был одним из разработчиков проекта Земельного кодекса РФ. В 1993 году входил в комиссию Верховного Совета Российской Федерации по контролю за проведением приватизации санаторно-курортных и туристско-экскурсионных предприятий.
После завершения работы в Верховном Совете в 1993 году, Морозов возвратился в родной Вязниковский район, где продолжил свою карьеру на различных руководящих постах. Завершил профессиональную деятельность на вязниковском заводе «ОСВАР».
Скончался 24 октября 2024 года на 65-м году жизни в Вязниках.